# Автобан A26 (Німеччина)
Федеральний автобан A26 (A26, нім. Bundesautobahn 26) — автомагістраль у Північній Німеччині. Його будівництво почалося в 2002 році поблизу Штаде. Після його завершення чотирисмугова автомагістраль A26 вестиме від запланованої розв’язки Kehdingen (A20 / A26) до Гамбурга-Штіллхорна (A1 / A 26), замінивши жваву та схильну до аварій федеральну трасу 73 як велику масштабної та регіональної магістральної дороги, а також федеральної траси 7 (А7) як портового сполучення з федеральним автобаном 1 (А1). Це буде важлива частина майбутньої північно-західної об’їзної дороги навколо Гамбурга через A26 і автобан 20 (A20) із запланованим тунелем Ельба. Заплановані ділянки 5a і 5b від перехрестя Kehdingen до виїзду Stade-Ost разом із запланованою A 20 від Westerstede до Drochtersen утворюють прибережну автостраду в Нижній Саксонії.

## Маршрут
Після завершення будівництва федеральний автобан 26 має пролягати на південь від запланованого перехрестя Кехдінген поблизу Дрохтерзена в Нижній Саксонії, в основному паралельно Ельбі в напрямку до Гамбурга, де він закінчується на запланованому трикутнику автобану (A26 / A1) у Гамбурзі-Стіллгорн. У липні 2022 року автомагістраль між Штаде та Йорком буде відкрита для руху, від Горнебурга до Йорка – лише для автомобілів. На сході очікується завершення до Ной-Вульмсторфа наприкінці 2022 року та далі до перехрестя Гамбург-Зюдерельбе з A7 до 2025 року. Інші секції знаходяться на стадії погодження планування, і початок будівництва не передбачається.